# 中川根テレビ中継局
中川根テレビ中継局（なかかわねテレビちゅうけいきょく）は、静岡県榛原郡川根本町に置かれているテレビ中継局。なお、同町に設置されているNHK静岡放送局のFMラジオ放送の中川根中継局についても併せて記述する。

## 中川根テレビ中継局

### 所在地
- 川根本町下長尾（下長尾裏山）[1][2]

### デジタルテレビ放送
| リモコン 番号 | 放送局名            | チャンネル 番号 | 空中線 電力 | ERP  | 偏波面   | 放送対象地域 | 放送区域 内世帯数 | 運用開始日     |
| ------------- | ------------------- | --------------- | ----------- | ---- | -------- | ------------ | ----------------- | -------------- |
| 1             | NHK静岡 総合        | 52              | 1W          | 4.1W | 水平偏波 | 静岡県       | 約1,300世帯       | 2008年11月28日 |
| 2             | NHK静岡 教育        | 45              | 1W          | 4.2W | 水平偏波 | 全国         | 約1,300世帯       | 2008年11月28日 |
| 4             | SDT 静岡第一テレビ  | 31              | 1W          | 3.9W | 水平偏波 | 静岡県       | 約1,300世帯       | 2008年11月28日 |
| 5             | SATV 静岡朝日テレビ | 33              | 1W          | 3.9W | 水平偏波 | 静岡県       | 約1,300世帯       | 2008年11月28日 |
| 6             | SBS 静岡放送        | 24              | 1W          | 4.1W | 水平偏波 | 静岡県       | 約1,300世帯       | 2008年11月28日 |
| 8             | SUT テレビ静岡      | 35              | 1W          | 3.9W | 水平偏波 | 静岡県       | 約1,300世帯       | 2008年11月28日 |

#### 放送エリア
- 川根本町の一部[4]

#### 歴史
- 2008年
  - 10月30日 - 予備免許交付[4]
  - 11月7日 - 試験放送開始
  - 11月28日 - 本放送開始[1][3]

### アナログテレビ放送
| チャンネル 番号 | 放送局名            | 空中線 電力       | ERP              | 偏波面   | 放送対象地域 | 放送区域 内世帯数 | 運用開始日     | 放送終了日    |
| --------------- | ------------------- | ----------------- | ---------------- | -------- | ------------ | ----------------- | -------------- | ------------- |
| 32              | SBS 静岡放送        | 映像10W/ 音声2.5W | 映像45W/ 音声11W | 水平偏波 | 静岡県       | 約-世帯           | 1965年12月24日 | 2011年7月24日 |
| 36              | NHK静岡 総合        | 映像10W/ 音声2.5W | 映像41W/ 音声10W | 水平偏波 | 静岡県       | 約-世帯           | 1965年12月24日 | 2011年7月24日 |
| 38              | NHK静岡 教育        | 映像10W/ 音声2.5W | 映像41W/ 音声10W | 水平偏波 | 全国         | 約-世帯           | 1965年12月24日 | 2011年7月24日 |
| 42              | SATV 静岡朝日テレビ | 映像10W/ 音声2.5W | 映像44W/ 音声11W | 水平偏波 | 静岡県       | 約-世帯           | 1985年6月27日  | 2011年7月24日 |
| 44              | SUT テレビ静岡      | 映像10W/ 音声2.5W | 映像41W/ 音声10W | 水平偏波 | 静岡県       | 約-世帯           | 1979年11月30日 | 2011年7月24日 |
| 46              | SDT 静岡第一テレビ  | 映像10W/ 音声2.5W | 映像44W/ 音声11W | 水平偏波 | 静岡県       | 約-世帯           | 1985年6月27日  | 2011年7月24日 |

- 全局2011年7月24日の正午をもって放送終了し、デジタルテレビ放送に完全移行した。

## NHK中川根FM中継局

### 所在地
- 川根本町上長尾（白羽山）[2]

### 送信設備
| 周波数 （MHz） | 放送局名   | 空中線 電力 | ERP  | 偏波面   | 放送対象地域 | 放送区域 内世帯数 | 運用開始日     |
| -------------- | ---------- | ----------- | ---- | -------- | ------------ | ----------------- | -------------- |
| 83.4           | NHK静岡 FM | 100W        | 300W | 水平偏波 | 静岡県       | 約-世帯           | 1970年12月18日 |

### 放送エリア
- 川根本町および島田市の一部地域をカバーしている。